# Atención parcial continua
La atención parcial continua (continuous partial attention —CPA—, en inglés) es un proceso que consiste en prestar atención simultánea y continua a diversas fuentes de información, a un nivel superficial.  El término fue acuñado por Linda Stone en 1998.
 

El escritor Steven Berlin Johnson lo describe como un tipo de proceso multitarea: 
«Normalmente se basa en inspeccionar superficialmente la información entrante, seleccionar los detalles relevantes de la misma, y pasar al siguiente flujo de información. Estás prestando atención, pero solo parcialmente. Esto te permite abarcar una cantidad de datos mayor, pero corriendo el riesgo de no estudiarlos detenidamente».
Stone ha aclarado que la atención parcial continua no es lo mismo que la multitarea. Mientras la multitarea viene motivada por un deseo consciente de ser productivo y eficiente, la CPA se trata de un proceso automático, instigado solo por «un deseo de ser un módulo conectado a la red».